# Кукавські джерела
Кукавські джерела — гідрологічна пам'ятка природи місцевого значення. Розташована на території Кукавської сільської ради Могилів-Подільського району Вінницької області. Оголошена відповідно до рішення Вінницького облвиконкому від 29.08.1984 р. № 371. Охороняються джерела ґрунтової води, що живлять річку Джагалуйка.